# مايكل إنرامو

مايكل إنرامو (بالإنجليزية: Michael Eneramo، مواليد 26 نوفمبر، 1985) هو لاعب كرة قدم نيجيري من مواليد في مدينة كادونا ويشغل مايكل إنرامو مركز المهاجم الصريح في نادي الترجي الرياضي التونسي .
ويبلغ طول هذا اللاعب 187 صم ويزن 85 كغ. وهو يلعب مع منتخب نيجيريا لكرة القدم منذ سنة 2009.

## روابط خارجية
- مايكل إنرامو على موقع اتحاد تركيا (لاعب) (الإنجليزية)
- مايكل إنرامو على موقع قاعدة بيانات كرة القدم.إي يو (الإنجليزية)
- مايكل إنرامو على موقع ناشيونال فوتبول تيمز (الإنجليزية)
- مايكل إنرامو على موقع Soccerway.com (الإنجليزية)
- مايكل إنرامو على موقع عالم كرة القدم.نت (الإنجليزية)
- مايكل إنرامو على موقع كووورة
- مايكل إنرامو على موقع AS.com (الإسبانية)